# Liste der Zuflüsse der Elsenz
Liste der Zuflüsse der Elsenz
Das Einzugsgebiet der etwa 53 km langen Elsenz liegt im Kraichgau und im Kleinen Odenwald und umfasst – nur bis zum Pegel Meckesheim ca. 13 km vor der Mündung – 256 km², insgesamt rund 540 km².

## Diagramm der größeren Zuflüsse
Das Diagramm enthält alle Zuflüsse einer Länge ≥ 3,0 km, von der Mündung zum Ursprung.
Die Elsenz hat
- einen Nebenfluss von 20 km Länge oder mehr – rechts: Schwarzbach, 27,6 km
- drei Nebenflüsse von 10 bis unter 20 km – links: Hilsbach (Oberlauf); rechts: Berwanger Bach, Lobbach
- zehn Nebenflüsse von 5 bis unter 10 km – links: drei; rechts: sieben.

Es fällt auf, dass die längeren Zuflüsse, den Hilsbach (Oberlauf) allein ausgenommen, der einen dem Oberlauf der Elsenz selbst parallelen Südostlauf hat, alle von rechts zufließen. Grund hierfür ist die tiefere Erosionsbasis des die linken Konkurrenten entwässernden Rheins. Der mit Abstand längste Zufluss Schwarzbach entsteht weit nordöstlich seiner Mündung sehr dicht am Neckar, der die rechten Konkurrenten aufnimmt. Er ist fast doppelt so lang wie der zweitlängste.

## Liste der Zuflüsse vom Ursprung zur Mündung
Flusslängen und Seeflächen bevorzugt aus den Datensätzen der LUBW-FG10 und der LUBW-SG10 übernommen, sonst dort oder auf der TK25 abgemessen. Namen bevorzugt nach der TK25. Aus den Quellen genommene Eigennamen oder Lagennamen sind kursiviert, beschreibende Benennungen oder Benennungsanteile bleiben unkursiviert.
Ursprung der Elsenz wenig westlich des Ortsrandes von Elsenz, Stadt Eppingen, im beginnenden nördlichen Seewald auf etwa 237 m ü. NN.

### Oberlauf bis zum Nordkehre bei Eppingen
- Durchfließt den 0,6 ha großen  Elsenzer See.
- (Südwestlicher Quellast) aus dem mittleren Seewald, von rechts verdolt in den See oder kurz danach, ca. 0,6 km. und damit etwa 100 m länger als der offizielle nordwestliche Quellast.
- (Feldweggraben), von rechts am südöstlichen Ortsrand von Elsenz, ca. 0,5 km.
- (Feldweggraben), von rechts unterhalb der Kläranlage, ca. 0,3 km.
- (Feldweggraben), von rechts aus dem nördlichen Schwarzenbusch, ca. 0,3 km.
- Rotenbach, von rechts gegenüber dem Doblerswald nordöstlich von Rohrbach am Gießhübel, 2,7 km und 2,2 km².
- Langenbach, von rechts nördlich von Rohrbach am Gießhübel, 0,7 km.
- Rohrbach, von rechts längs des Rohrbacher Konrad-Veith-Wegs, 3,1 km und 6,5 km².
- (Bach aus dem Stadelsgrund), von rechts am Nordrand des Rohrbacher Gewerbegebiets an der Gießhübelmühle, 1,3 km.
- (Wassergraben Eppinger Feld), von links, ca. 0,8 km.
- Zitterrichgraben[2] aus dem Langental, von rechts bei der Sulzfelder Gießhübelmühle, ca. 1,2 km.
- → (Abgang des Mühlgrabens Raußmühle), nach rechts an der Elsenzbrücke der B 293. Erreicht die Mühle nach etwa 1,6 km und endet 0,4 km weiter unvermittelt an der Westtangente am Rand des Eppinger Industriegebietes, ca. 2,0 km.[3]
- Borzelbacher Seegraben, von rechts in den Mühlkanal, 0,7 km.

### Nordkehre bis Altenbieder Bach
- Himmelreichbach, von rechts kurz vor der Raußmühle, ca. 6,3 km und 6,4 km². Quert zuletzt die Trasse des Mühlkanals zur Raußmühle, der hier ziemlich verfallen ist.
- Hellbach, von rechts östlich der Ölmühl- und neben der Elsenzstraße in Eppingen, 4,2 km und 9,5 km².
- Lohnbach, von links an der Elsenzstraße in Eppingen, 1,4 km.
- Gänsbruchgraben, von rechts am Altstadtring in Eppingen, 2,8 km.
- Hilsbach, von links in Eppingen hundert Meter nach dem vorigen, 10,4 km und 26,3 km².
- (Auengraben), von links kurz danach am Umspannwerk, 0,3 km
- Fläschlesbach, von rechts am nordöstlichen Stadtrand Eppingens vor der Kläranlage, 1,3 km.
- Tiefentalgraben, von links am nordöstlichen Stadtrand Eppingens vor der Kläranlage, 0,8 km.
- Passiert einen  See in der rechten Aue, 0,3 ha.

### Altenbieder Bach bis Roteklingengraben
- Altenbieder Bach, von rechts an einem Elsenz-Steg, 2,2 km.
- Vom vorigen geht etwa 50 m vor der Mündung der Flutgraben ab, der sich 1,6 km. lang parallel zum Fluss in der rechten Aue zieht und dann im Auengraben-Unterlauf des Staudbachs seine Fortsetzung hat.
- (Hanggraben vom südlichen Schindrain), von rechts an einer Überfahrt in den Flutgraben, ca. 0,4 km.
- (Wassergraben Gänsbuckel), von links fast gegenüber dem vorigen in die Elsenz selbst, 0,5 ha.
- Staudbach, von rechts vor Eppingen–Richen in die Elsenz selbst, 5,3 km und 13,9 km². Kreuzt sich etwa 130 m vor der Mündung mit dem Flutgraben.
- Unterhalb des Staudbachs liegt zwischen Elsenz und Flutgraben ein  3,4 ha großer Auensee.
- Wolfsgraben, von links am unteren Auenseeende in die Elsenz selbst, 0,6 km.
- (Auengraben) von nahe dem Staudbach-Aueneintritt her, von rechts in den Flutgraben, ca. 0,4 km.
- Aueneintritt des Schmalbachs, von rechts kurz vor der Eisenbahnbrücke über die Elsenz, Bachlänge 5,0 km. Der Bach in Fortsetzung des obigen Flutgrabens nimmt diesen von links auf und begleitet daraufhin die Elsenz auf deren rechter Seite dicht als Auengraben, ehe er am Südrand des Richener Dorfkerns in den viel kürzeren dortigen Schanzgraben mündet.
- (Wassergraben Rohrbacher Grund), von links nach den ersten verstreuten Häusern von Eppingen-Richen in die Elsenz selbst, 1,4 km.
- (Abgang des Wiesengrabens), nach links von der Elsenz selbst gegenüber dem Richener Sportplatz, 1,0 km.
- Berwanger Bach, von rechts am Nordrand des Richener Sportplatzes in die Elsenz selbst, 10,2 km und 22,0 km². Schneidet den Auengraben-Unterlauf des Schmalbachs.
- Schanzgraben, von rechts am Westrand des Richener Dorfkerns, 0,5 km. Geht rechts vom Berwanger Bach ab und nimmt den Schmalbach auf.
- Dammhofgraben, von links am Nordende von Richen in die Elsenz selbst, 3,1 km. Nimmt kurz vor der Mündung von rechts den Wiesengraben auf.
- Roteklingengraben, von links 200 m nach dem vorigen, 3,5 km.

### Roteklingengraben bis Ittlingen
- (Entwässerungsgraben), von links am Wasserwerk nördlich von Richen, 0,3 km.
- (Abgang eines Entwässerungsgrabens), nach links, mündet kurz vor der südlichen Elsenzbrücke der Hauptstraße in Ittlingen wieder, 1,0 km.
- Aueneintritt des „Graben-Udenberg“, der sich südlich von Ittlingen und durch den größten Teil des Dorfs als rechter Auengraben neben der Elsenz zieht.
- Sulzgraben[4], von links in Ittlingen neben der südlichen Elsenzbrücke der Hauptstraße, 5,1 km und 7,0 km².
- (Wassergraben Krausenklinge), von rechts an der Neuapostolischen Kirche vorbei in den „Graben-Udenberg“, 1,8 km.
- „Graben-Udenberg“,[5] von rechts am Sportplatz Ittlingens, 3,2 km.
  - Schottenklinge, in den „Graben-Udenberg“ (kurz vor dessen Mündung in die Elsenz), 2,5 km.
- (Zufluss aus dem Weiergrund), von links durchs nördliche Gewerbegebiet Ittlingen, ca. 0,7 km.

### Ittlingen bis zum Sinsheimer Rohrbach
- (Abgang des Riedgrabens), nach rechts durch das Ried und das Mühltal.
- (Abgang eines weiteren Auengrabens), nach rechts zwischen Elsenz links und Riedgraben rechts, mündet nach 1,4 km am Reihener Sportplatz in den Riedgraben.
- Langengrundgraben, von links, südlich vom Friedenshorst, 1,2 km
- Bockschafter Bach, von rechts beim Hammberger Hof von Ittlingen, 3,8 km. Der Bach quert in der Aue den Riedgraben und den mittleren Graben und mündet in die Elsenz selbst.
- Binsenklinge, von rechts vor Sinsheim-Reihen, 5,0 km. Quert den Riedgraben und mündet zwischen Sportplatz und Stadion von Reihen in die Elsenz selbst. Dem Bach fließt ein weiterer Graben ganz rechts in der Aue längs des Bahndamms zu, so dass im Bereich des Mühltals zeitweilig drei Gräben rechts parallel zur Elsenz ziehen.
- Nonnengrundgraben (vielleicht auch Bannholzgraben), von links fast gegenüber der vorigen in die Elsenz, 2,3 km.
- Riedgraben (s. o.), von rechts an der Elsenzbrücke der Hans-Doll-Straße in Reihen, 2,1 km.
- (Abgang eines Grabens), nach rechts längs der Wiesenstraße in Reihen. Fließt nach dem Dorf unterhalb der Kellersche Mühle wieder in die Elsenz zurück, 0,8 km.
- Reihenbach, von links in Reihen beim Forstweg in die Elsenz selbst, 3,0 km.
- (Abzweig an der Kellerschen Mühle), nach rechts von der Elsenz zum parallelen Graben, 0,2 km.
- Spitzengraben, von rechts unterhalb der elsenztalquerenden A 6, 1,8 km.
- (Auengraben vom Fuß des Galgenbergs), von rechts kurz nach dem vorigen, 0,4 km.
- Beischklinge, von links am Südostrand der Steinsfurter Sportplätze, 1,1 km.
- Insenbach, von rechts gegenüber den Steinsfurter Sportplätzen, 9,1 km und 21,3 km².
- Ackerbach, von links in Sinsheim-Steinsfurt am Talende der Eichendorffstraße, 1,7 km.
- (Abgang des Mühlkanals in Steinsfurt),  nach links, 0,3 km. Fließt kurz nach Unterqueren der Steinsfurter Straße wieder in die Elsenz zurück.
- Goldbach, von rechts in Steinsfurt bei der katholischen Kirche, 5,6 km und 11,0 km².
- (Stichgraben vom Steinsfurter Wasserwerk), von rechts bei den Brühlwiesen, ca. 0,2 km
- Rohrbach, von rechts zwischen Sinsheim-Rohrbach und Sinsheim, 3,1 km.

### Sinsheimer Rohrbach bis Schwarzbach
- Weidbach, von rechts an der Elsenzbrücke der Sinsheimer Friedrichstraße (L 550), 4,6 km mit längerem linkem Oberlauf Lochwiesengraben und ca. 5,6 km².
- Ilvesbach, von links etwa hundert Meter flussabwärts, 6,8 km und 14,0 km².
- Erlenbach, von links zu Füßen von Sinsheim-Fohlenweide, 5,8 km und 11,2 km².
- Klingengraben, von rechts durch die Hoffenheimer Klinge, 1,9 km.
- Eichgraben, von links am Südrand von Sinsheim-Hoffenheim, 1,9 km.
- Balzfelderweggraben, von links in Hoffenheim an der Elsenzbrücke der L 4176, 1,9 km.
- Baumbuschgraben, von rechts in Hoffenheim hundert Meter nach dem vorigen, 4,9 km und 6,5 km².
- (Abgang des Talgrabens), nach links in Hoffenheim, der nach 1,3 km in die Elsenz zurückfließt.
- Mauzengraben, von links, 0,2 km
- (Bach aus der Essigklinge), von links zu Füßen von Sinsheim-Am Krähenberg, 0,9 km.
- (Abgang des Mühlkanals zur Kolbmühle), nach rechts zu Füßen des Zuzenhausener Steinichbuckels, fließt nach 0,8 km an dessen Südrand in die Elsenz zurück.
- Wehrgraben, von links kurz danach aus der linken Au in die Elsenz, 0,6 km.
- (Bach aus dem Rech), von rechts in Zuzenhausen, ca. 1,2 km.
- Seebach, von links in Zuzenhausen, 2,1 km.
- Talgraben, von rechts im Gewann Engelsee, 2,5 km.
- (Auengraben) längs eines Feldwegs im Gewann Tal, von rechts im Gewann Engelsee, ca. 0,5 km.

### Schwarzbach bis Mauer
- Schwarzbach, von rechts am Südrand von Meckesheim, 27,6 km und 200,9 km².
- (Abgang des Elsenzkanal), nach links nahe der Meckesheimer Schulstraße, fließt nach 0,4 km zurück in die Elsenz.
- Lobbach oder Maienbach, von rechts hundert Meter flussab in die Elsenz selbst, 14,7 km und 27,0 km².
- Kleidelsbruchgraben, von links hundert Meter abwärts in den Elsenzkanal, 2,6 km. Läuft vor seiner Mündung etwa 1,6 km als Auengraben links neben der Elsenz.
- Rohrbächle, von links in Meckesheim gleich nach der Kanalrückmündung in die Elsenz, 3,1 km.
- Kirchengraben, von rechts in Meckesheim, 1,5 km.
- Stempfelgraben, von links am Nordrand von Meckesheim, 1,4 km.
- Hockenbruchgraben, von rechts gegenüber dem Gewann Breitwiesen, 1,2 km.
- Mühlbach, von rechts vor der Meckenheimer Kläranlage, 2,9 km und 3,1 km².
- Breitwiesengraben, von links wenig nach dem vorigen, ca. 0,3 km.
- (Abgang eines Parallelgrabens zur Elsenz),  nach links zu Füßen des Maurer Steinbruchs am Schneeberg, 1,4 km.
- Beckersbrünnlegraben, von links in Mauer längs der L 547 in die Elsenz selbst, 1,6 km.

### Mauer bis Mündung
- Kleewiesengraben, von rechts unterhalb der wieder vereinten Elsenz, 0,5 km.
- Brünnlegraben, von rechts zu Füßen des Wabel, 0,6 km.
- Lachengraben, von links zwischen Bammental-Reilsheim und dem Bammentaler Industriegebiet, 2,1 km. Entwässert ein System von Wassergräben in der hier sehr breiten südwestlichen Au der Elsenz (Nasses Loch, Bruch, Rohrwiesen, Ölwiesen).
- Kiesgraben, von links in Reilsheim, 0,7 km.
- (Hangbach aus dem Hirschhörner Schlag), von links am Reilsheimer Sportplatz, ca. 1,3 km.
- Angellochergraben aus der Wetzklinge[6], von links nahe der Reilsheimer Schützenhausstraße, 1,7 km.
- Rückgrundgraben aus der Vorstädter Klinge[6], von links nahe dem Bammentaler Wehr, 1,5 km.
- Weihwiesenbach, von links und Nordwesten in Bammental südöstlich des S-Bahn-Haltepunkts, 4,2 km.
- Biddersbach, von rechts an der Elsenzbrücke der B 45, 9,7 km und 17,5 km².
- (Auengraben), von links unterhalb der Bammentaler Kläranlage, 0,2 km.
- Hilsbach, von links an der Neckargemünder Kriegsmühle, 4,9 km und 6,6 km².
- (Bach aus der Scheidklinge), von links an der Neckargemünder Walkmühle, ca. 0,9 km. Unbeständig.

Mündung der Elsenz von links auf 111,7 m ü. NN in den Neckar in Neckargemünd, etwa 50 m oberhalb der Neckarbrücke nach Kleingemünd.